# عين الرحمة (الشاطئ الأبيض)
عين الرحمة هي إحدى مشيخات المملكة المغربية، تتبع جغرافيا لإقليم كلميم وإداريًا لالشاطئ الأبيض. يقدر عدد سكانها بـ 284 نسمة حسب الإحصاء الرسمي للسكان والسكنى لسنة 2004.